# Sirius B (album)
Sirius B is het elfde album van de Zweedse symfonische metalband Therion. Het album is tegelijkertijd met het album Lemuria uitgegeven. In principe is Sirius B dus te beschouwen als een cd van een dubbelalbum. Van de twee albums is Sirius B duidelijk de meest symfonische - maar dat neemt niet weg dat Lemuria zeker ook symfonisch is.

## Tracklist
1. The Blood of Kingu
2. Son of the Sun
3. The Khlysti Evangalist
4. Dark Venus Persphone
5. Kali Yuga pt. 1
6. Kali Yuga pt. 2
7. The Wondrous World of Punt
8. Melek Taus
9. Call of Dagon
10. Sirius B
11. Voyage of Gurdjieff (The Fourth Way)